# بخش نوردمالینگ
بخش نوردمالینگ (به سوئدی: Nordmalings kommun) یک ناحیه شهری در سوئد است که در شهرستان وستربوتن واقع شده‌است.